# Nuoto in acque libere ai campionati mondiali di nuoto 2013
Le gare di nuoto di fondo ai Campionati mondiali di nuoto 2013 si sono svolte dal 20 al 27 luglio 2013. Tutti gli eventi si sono svolti al Moll de la Fusta nel porto di Barcellona.

## Calendario
| Data           | Ora   | Evento         |
| -------------- | ----- | -------------- |
| 20 luglio 2013 | 10:00 | 5 km donne     |
| 20 luglio 2013 | 13:00 | 5 km uomini    |
| 22 luglio 2013 | 12:00 | 10 km uomini   |
| 23 luglio 2013 | 12:00 | 10 km donne    |
| 25 luglio 2013 | 12:00 | 5 km a squadre |
| 27 luglio 2013 | 8:00  | 25 km uomini   |
| 27 luglio 2013 | 8:15  | 25 km donne    |

## Podi

### Uomini
| Evento           | Oro                 | Tempo     | Argento        | Tempo     | Bronzo           | Tempo     |
| 5 km (dettagli)  | Oussama Mellouli    | 53'30"4   | Eric Hedlin    | 53'31"6   | Thomas Lurz      | 53'32"2   |
| 10 km (dettagli) | Spyridōn Gianniōtīs | 1h49'11"8 | Thomas Lurz    | 1h49'14"5 | Oussama Mellouli | 1h49'19"2 |
| 25 km (dettagli) | Thomas Lurz         | 4h47'27"0 | Brian Ryckeman | 4h47'27"4 | Evgenij Dratcev  | 4h47'28"1 |

### Donne
| Evento           | Oro              | Tempo     | Argento           | Tempo     | Bronzo            | Tempo     |
| 5 km (dettagli)  | Haley Anderson   | 56'34"2   | Poliana Okimoto   | 56'34"4   | Ana Marcela Cunha | 56'44"4   |
| 10 km (dettagli) | Poliana Okimoto  | 1h58'19"2 | Ana Marcela Cunha | 1h58'19"5 | Angela Maurer     | 1h58'20"2 |
| 25 km (dettagli) | Martina Grimaldi | 5h07'19"7 | Angela Maurer     | 5h07'19"8 | Eva Fabian        | 5h07'20"4 |

### Gara a squadre
| Evento          | Oro                                                    | Tempo   | Argento                                                        | Tempo   | Bronzo                                                | Tempo   |
| 5 km (dettagli) | Germania Isabelle Härle Thomas Lurz Christian Reichert | 52'54"9 | Grecia Kalliopi Araouzou Spyridōn Gianniōtīs Antonios Fokaidis | 54'03"3 | Brasile Poliana Okimoto Allan do Carmo Samuel de Bona | 54'03"5 |

## Medagliere
| Pos.   | Paese       | Oro | Argento | Bronzo | Totale |
| ------ | ----------- | --- | ------- | ------ | ------ |
| 1      | Germania    | 2   | 2       | 2      | 6      |
| 2      | Brasile     | 1   | 2       | 2      | 5      |
| 3      | Grecia      | 1   | 1       | 0      | 2      |
| 4      | Tunisia     | 1   | 0       | 1      | 2      |
| 4      | Stati Uniti | 1   | 0       | 1      | 2      |
| 6      | Italia      | 1   | 0       | 0      | 1      |
| 7      | Canada      | 0   | 1       | 0      | 1      |
| 7      | Belgio      | 0   | 1       | 0      | 1      |
| 9      | Russia      | 0   | 0       | 1      | 1      |
| Totale | Totale      | 7   | 7       | 7      | 21     |